# Satellite Paging System Austria
Beim Satellite Paging System Austria handelt es sich um ein digitales Netz für Funkmeldeempfänger (Pager) im Osten Österreichs.
Das Netz wurde in den Jahren 2005 bis 2009 von 144 Notruf Niederösterreich (ehemals LEBIG) errichtet und betrieben. Mit Beschluss der niederösterreichischen Landesregierung Pröll V vom 1. Dezember 2009 wurde das Alarmierungsnetz vom Amt der Niederösterreichischen Landesregierung, Abteilung IVW 4, Feuerwehr und Zivilschutz, übernommen und von diesem Zeitpunkt an auch betrieben.
Systemlieferant ist die Schweizer Firma Swissphone.
Die Alarmierungsdaten werden mittels Satellitenlink direkt an die Basisstationen übertragen, welche dann den Alarm im 2-Meter-Band synchron landesweit im POCSAG-Format zu den Alarmempfängern weiterleiten.
Der parallele Einsatz von zwei getrennten Netzsystemen in der Alarmzentrale macht die Alarmierung katastrophensicher. Alle Netzwerkkomponenten in der Alarmzentrale sowie die Datenleitungen sind redundant abgesichert. Es sind zwei voneinander unabhängige Uplinkstationen zum Satelliten eingerichtet. Sollte der Satellit ausfallen oder von der Umlaufbahn abweichen steht ein zweiter Satellit als Backup zur Verfügung. Das Signal wird umgeschwenkt und mit der gleichen Frequenz wie vom ursprünglichen Satelliten ausgesendet. Die Standorte der Basisstationen wurden so gewählt, dass sich die Ausleuchtungszonen überlappen, sodass bei Ausfall einer Basisstation die benachbarten Basisstationen nach wie vor eine Grundabdeckung sichern.
Folgende Organisationen bzw. Personen können über das System alarmiert bzw. beauftragt werden:
In Niederösterreich: Rotes Kreuz, Arbeiter-Samariter-Bund, Freiwillige Feuerwehr, ÖAMTC-Flugrettung, Rettungshunde, teilweise die Wasserrettung, 144 Notruf Niederösterreich, Österreichischer Bergrettungsdienst, First-Responder-Arzt|Ärzte und Führungskräfte.
In Wien: Berufsrettung Wien (MA70) inkl. deren Führungskräfte, First-Responder bei den befreundeten Rettungsorganisationen „Vier für Wien“ und Sozialmedizinischer Dienst.
Ein zusätzliches Benachrichtigungssystem des Österreichischen Roten Kreuzes ist das SMS-basierte INOTIF.